# Wahl auf St. Helena 2021

Wappen von St. Helena

Die Wahl auf St. Helena 2021 war die Wahl zur Einkammer-Legislative, dem Legislative Council (deutsch Legislativrat), auf der Insel St. Helena, einem gleichberechtigten Teil des Britischen Überseegebietes St. Helena, Ascension und Tristan da Cunha. Erstmals wurde seit Umstellung auf ein Ministerialsystem gewählt. Die Wahl fand am 13. Oktober 2021 statt und das Ergebnis wurde einen Tag später verkündet.

## Kandidaten
Die Nominierung von Kandidaten endete am 29. September 2021. Eine Rekordzahl von 29 Bewerbungen wurde akzeptiert.
1296 Personen gaben ihre Stimmen ab. Dies entspricht einer Wahlbeteiligung von 60 Prozent und damit mehr als in den Wahlen zuvor.
| Person                          | Stimmen | Gewählt | Bemerkungen                       |
| ------------------------------- | ------- | ------- | --------------------------------- |
| Leslie Paul Baldwin             | 260     | nein    |                                   |
| Rosemary June Bargo             | 456     | ja      |                                   |
| Clint Richard Beard             | 369     | nein    |                                   |
| Keith Gordon Brinsden           | 315     | nein    |                                   |
| Gillian Ann Brooks              | 561     | ja      |                                   |
| Mark Alan Brooks                | 533     | ja      |                                   |
| Cruyff Gerard Buckley           | 299     | nein    |                                   |
| Ronald Arthur Coleman           | 678     | ja      |                                   |
| Gavin George Ellick             | 279     | nein    |                                   |
| Jeffrey Robert Ellick           | 688     | ja      |                                   |
| Corinda Sebastiana Stuart Essex | 827     | ja      |                                   |
| Julie Christine Fowler          | 194     | nein    |                                   |
| Melissa Kim Fowler              | 368     | nein    |                                   |
| Martin Dave Henry               | 750     | ja      |                                   |
| Elizabeth Knipe                 | 65      | nein    |                                   |
| Paul Laban                      | 376     | nein    |                                   |
| Robert Charles Midwinter        | 485     | ja      |                                   |
| Christine Lilian Scipio         | 532     | ja      |                                   |
| Damien Shaun Thomas             | 187     | nein    |                                   |
| Derek Franklin Thomas           | 349     | nein    |                                   |
| Donald Eric Thomas              | 65      | nein    |                                   |
| Julie Thomas                    | 888     | ja      | zum ersten Chief Minister gewählt |
| Karl Gavin Thrower              | 611     | ja      |                                   |
| Andrew James Turner             | 834     | ja      |                                   |
| Helene Virginia Williams        | 308     | nein    |                                   |
| Lionel George Williams          | 67      | nein    |                                   |
| Patrick Arthur Williams         | 40      | nein    |                                   |
| Russell Keith Yon               | 450     | nein    |                                   |
| Peter Anthony Young             | 410     | nein    |                                   |